# タウルス山地
タウルス山地(Montes Taurus)は、月にある山地である。頂上は、晴れの海の東側の高地に位置する。月面座標は、北緯28.4°、東経41.1°で、直径は172kmでる。この領域のいくつかの頂上は標高3000mを超える。
この領域には、多数のクレーターが存在する。南端にはレーマー、北東部にはニューカムがある。また、いくつかの衛星クレーターも全域に散らばっている。アポロ17号の着陸地点となったタウルス＝リットロウ谷もこの領域にある。
タウルス山地は、トルコの南部にあるトロス山脈にちなんでヨハネス・ヘヴェリウスが命名した。
脚注
1. ↑  Altimetric data by Lunar Reconnaissance Orbiter, obtained via JMARS